# Alfabetos
Alfabetos (česky Abeceda) je označení pro byzantské veršované moralizující básně napsané spisovným i lidovým jazykem. Název vychází z počátečních písmen buď jednotlivých veršů, nebo strof, které tvoří tzv. akrostich – první písmena jdou po sobě stejně jako u řecké abecedy. Původ těchto básní vychází z církevních hymnů a autory byli např. Grégorios z Nazianzu, císař Leon VI. či Symeón Metafrastés. Lidové básně řadící se do tohoto druhu vznikaly až v pozdně byzantské době.

## Nejznámější díla
- Abecední báseň o pošetilosti tohoto světa

Báseň vznikla ve 12. nebo ve 14. století. Obsahuje 120 politicky zaměřených veršů rozdělených do 24 strof.
- Erotopaignia (čes. Hříčky lásky)

Největší dochovaná byzantská sbírka milostných básní, čítá jich celkem 112. Původně se jednalo o samostatné básně, k jejich spojení do jedné sbírky došlo až ve 14. nebo 15. století. Celá sbírka je rozdělená do tří částí. Místo jejich vzniku není známo, ale předpokládá se, že většina z nich pochází z Rhodu či z dalších ostrovů Dodekanesu.